# De røde Heste
|  | For genindspilningen af filmen i 1968, se De røde heste (film fra 1968) |
De røde Heste er en dansk film fra 1950, instrueret af Alice O'Fredericks og Jon Iversen. Det er den første i ASA Films serie af Morten Korch-film. Den blev i 1950 set af over 2.300.000 og er dermed en af de største succeser i dansk films historie.

## Handling
Filmen er meget karakteristisk for Morten Korch-filmene. Den kredser om de landlige værdier: Ole Offor (Poul Reichhardt) er lige blevet færdig som landmand og bliver af sin far sendt til en af hans venner, der ligger for døden, for at redde gården. Den bliver bevidst kørt i sænk af den onde stedmor (Else Jarlbak) og hendes medsammensvorne, ridemesteren Willers (Jørn Jeppesen).
Men på gården er datteren Bente (Tove Maës), og hun og Ole Offor må redde gården. Filmen blev genindspillet i 1968, også her medvirkede Poul Reichhardt. 

## Medvirkende
| Poul Reichhardt  | Ole Offor       |
| Tove Maës        | Bente Munk      |
| Jørn Jeppesen    | Steffan Willers |
| Ejner Federspiel | Proprietær Munk |
| Peter Malberg    | Mikkel Pind     |
| Else Jarlbak     | Zita Munk       |
| Johannes Meyer   | Hans Offor      |